# Henrique Espírito Santo
Henrique Espírito Santo (Queluz, 18 de novembro de 1931 — Lisboa, 19 de janeiro de 2020) era um produtor e director de produção de cinema português.

## Início
Foi dirigente cineclubista no cineclube Imagem, crítico e articulista de cinema nas revistas Visor, Imagem, Actualidades, Seara Nova e nalguns jornais diários, entre 1954 e 1963.

## Biografia
- 1966 - Lança-se na produção cinematográfica  (publicidades, documentários, curtas metragens).
- 1972/73 - Director de produção do Centro Português de Cinema.
- 1974/78 - Membro do Conselho Fiscal da Tobis Portuguesa.
- 1976 - Sócio fundador da Prole Filme.
- 1978/80 - Professor na Escola de Cinema do Conservatório Nacional. Publica o caderno “Produção de Filmes” para os alunos (Janeiro de 1978).
- 1981 - Dirige um curso de produção em Luanda no Laboratório de Cinema de Angola.
- 1989 - Professor do curso de produção organizado pelo Cinegrupo 7 para um programa UOVIP do Instituto de Emprego e Formação Profissional.
- 1991 - Professor do 1º Curso Livre de “Introdução ao Cinema” da Universidade Nova de Lisboa.
- 1995 - Seminário de Introdução à Prática de Produção – Escola de Cinema do Conservatório Nacional.
- 1996 - Seminário de Introdução à Prática de Produção – Aula do Risco (Escola de Formação Artística Avançada).
- 1997 - Seminário de Introdução à Prática de Produção – Academia das Artes e Tecnologias (1ºano).
- 1997  Seminário de Introdução à Prática de Produção – Cinemate, Maputo.
- 1998/99 - Ateliers para crianças, “Como se Faz um Filme” em Idanha-a-Nova, Angra do Heroísmo e Setúbal (Festróia).
- 1999 - Professor coordenador de “práticas de Produção” no IAT (Universidade Moderna) e Ártico (Centro de Artes Interpretativas).
- 2001 - Formador no curso de produção da Cinemate, no Maputo.
- 2001 - Ateliers para crianças, ‘’Como se Faz um Filme’’ em Óbidos e Évora.
- 2002 - Orientador do workshop ‘’Produção de Cinema de Longa-metragem’’  nos Encontros Internacionais, em Avança.
- 2003/04 - Ateliers para crianças, ‘’Como se Faz um Filme’’ na Malaposta (Odivelcultur) e Setúbal (Festróia).
- 2004 - Seminário ‘’Produção de Filmes’’ na Universidade Lusófona.
- 2004 - Workshop sobre produção cinematográfica no XI Festival ‘’Caminhos do Cinema Português’’ – Coimbra.

### Curiosidades
Henrique Espírito Santo foi militante do Partido Comunista Português desde 1957 até ao seu falecimento.

### Falecimento
A quando do seu falecimento a Assembleia da República Portuguesa aprovou por unanimidade um voto de pesar pelo seu falecimento proposto pelo Partido Comunista Português. Foi cremado no Cemitério dos Olivais, em Lisboa.

## Filmografia sumária
Cerca de 70 títulos portugueses e estrangeiros. Lista parcial:
- O Recado (1971) de José Fonseca e Costa
- A Promessa (1972) (1972) de António de Macedo
- Meus Amigos (1973) de António da Cunha Telles
- Brandos Costumes (1973) de Alberto Seixas Santos
- As Armas e o Povo (colectivo)
- Jaime (1974) de António Reis e Margarida Cordeiro
- Benilde ou a Virgem Mãe (1974) de Manoel de Oliveira
- As Ruínas do Interior (1976) de José de Sá Caetano
- Veredas (1977) de João César Monteiro
- A Fuga (1977) de Luís Filipe Rocha
- O Bobo (1979) de José Álvaro Morais
- Amor de Perdição (79) de Manoel de Oliveira
- Passagem ou a Melo Caminho (1980) de Jorge Silva Melo
- Cerromalor (1980) de Luís Filipe Rocha
- Das Autogramm (1983) de Peter Lilienthal (wiki-en)
- Buster’s Bedroom (1989) de Rebeca Horn
- Hors Salson (1991) de Daniel Schmid (wiki-en)
- Até Amanhã, Mário (1992) Solveig Nordlund
- Olhos da Ásia (1995) de João Mário Grilo
- Cinco Dias, Cinco Noites (1995) de José Fonseca e Costa
- Clandestino (96) de José Laplaine - (c.m.)
- Comédia Infantil (97) de Solveig Nordlund